# Räppegölen
Räppegölen är en sjö i Växjö kommun i Småland och ingår i Mörrumsåns huvudavrinningsområde. Sjön har en area på 0,384 kvadratkilometer och ligger 159,5 meter över havet. Sjön avvattnas av vattendraget Mörrumsån (Åbyån).

## Delavrinningsområde
Räppegölen ingår i det delavrinningsområde (630669-143465) som SMHI kallar för Inloppet i Bergkvarasjön. Medelhöjden är 166 meter över havet och ytan är 3,66 kvadratkilometer. Räknas de 58 avrinningsområdena uppströms in blir den ackumulerade arean 1 227,28 kvadratkilometer. Avrinningsområdets utflöde Mörrumsån (Åbyån) mynnar i havet. Avrinningsområdet består mestadels av skog (25 procent), öppen mark (10 procent) och jordbruk (21 procent). Avrinningsområdet har 0,35 kvadratkilometer vattenytor vilket ger det en sjöprocent på 9,5 procent. Bebyggelsen i området täcker en yta av 1,15 kvadratkilometer eller 31 procent av avrinningsområdet.